# Cratere Balboa (Marte)
Balboa  è un cratere sulla superficie di Marte.
Il cratere è dedicato all'esploratore spagnolo Vasco Núñez de Balboa.